# Mario Arregui
Pour les articles homonymes, voir Arregui.
Mario Alberto Arregui Vago, né à Trinidad le 15 octobre 1917 et mort à Montevideo le 8 février 1985, était un homme de lettres uruguayen.

## Biographie
Né à Trinidad, en Uruguay. Il a épousé la poétesse uruguayenne Gladys Castelvecchi (1922-2008) en 1947.
Selon le critique littéraire Ángel Rama, son œuvre littéraire comporte des éléments mystérieux et de la vie dans les zones rurales de l'Uruguay (costumbrismo).

## Œuvres
- Noche de San Juan (1956)
- Hombres y caballos (1960)
- La sed y el agua (1964)
- La puerta abierta (1966)
- Tres libros de cuentos (1969)
- El narrador (1972)
- Veinte cuentos (1978)
- La escoba de la bruja (1979)
- Líber Falco (1980)
- Ramos Generales (1985)
- Correspondencia, 1981-1985 (1990, posthume)
- Los mejores cuentos (1996, posthume)